# Герасименко, Глеб Львович
Глеб Львович Герасименко (род. 27 февраля 1988, Череповец, СССР) — российский профессиональный баскетболист, играющий на позиции разыгрывающего защитника. Выступает за баскетбольный клуб «Уфимец».

## Карьера
Глеб Герасименко начал профессиональную карьеру в составе череповецкой «Северстали» в 2008 году.
В сезоне 2009/2010 перешёл в дубль ростовского «Локомотив-Ростов», вместе с которым выиграл первенство среди молодёжных команд Суперлиги «А».
Следующий игровой год провел в составе зареченского «Союза».
Сезон 2011/2012 отыграл в московском «Динамо».
Перед сезоном 2012/2013 подписал контракт с ревдинским «Темп-СУМЗ», в составе которого провёл 27 матчей, набирая 5,0 очков, 1,8 подбора, 1,8 передачи за 16,5 минут игрового времени.
Сезон 2013/2014 провёл в саранской «Рускон-Мордовия».
Сезон 2014/2015 начал в составе «Иркута», проведя за команду 10 игр и набирая 5,6 очка, 1,5 передачи, 2,1 подбора и 0,9 перехвата в среднем за игру.
В декабре 2014 года перешёл в «Спартак-Приморье». В составе приморской команды стал бронзовым призёром Кубка России и серебряным призёром Суперлиги, а также был признан лучшим разыгрывающим турнира.
В мае 2015 года перешёл в сургутский клуб «Университет-Югра».

## Стритбол
В 2011 году Герасименко стал чемпионом России по стритболу 2011 года в составе команды DTI (Иваново) и был признан самым ценным игроком турнира.

## Достижения
- Серебряный призёр Суперлиги-1 дивизион (2): 2014/2015, 2016/2017
- Чемпион Суперлиги-2 дивизион: 2018/2019
- Бронзовый призёр Кубка России: 2014/2015